# Karl Schnieke
Karl Schnieke (* 24. August 1919 in Apolda; † 13. Juni 1974 in Jena) war ein deutscher Fußballspieler.

## Karriere
Mit 14 Jahren begann Schnieke in seiner Heimatstadt Apolda (Thüringen) mit dem Vereinsfußball. Auch nach dem Zweiten Weltkrieg blieb er in Apolda und spielte zuletzt in der drittklassigen Landesliga Thüringen bei der Betriebssportgemeinschaft (BSG) Metall Apolda. Zwischen 1949 und 1951 wurde er in fünf Spielen der Landesauswahl Thüringen eingesetzt und schoss dabei vier Tore. Nach einem kurzen Zwischenspiel beim norddeutschen Erstligisten Bremer SV, wo er in der Herbstserie 1951/52 15 Spiele bestritt, 6 Tore erzielte und in der Auswahlmannschaft des NFV zum Einsatz kam, ging Schnieke zur BSG Motor Jena, die zu dieser Zeit in der zweitklassigen DDR-Liga spielte. Die DDR-Fußballzeitung Neue Fußball-Woche stellte ihn im Januar 1952 als Beispiel für einen Fußballer heraus, der kurzzeitig den Verlockungen des Profisports erlegen sei, dann aber eingesehen habe, dass man ihn und andere Sportler dort nur ausnutzen wolle. Offen blieb die Frage, wieso er mitten in der Saison seinen Vertrag in Bremen hatte auflösen können.
Am Ende der Saison 1951/52 stieg Schnieke mit der Jenaer Mannschaft in die DDR-Oberliga auf. Bereits in seinem ersten Oberligaspiel (28. August 1952 in Brieske 1:3) erzielte er seinen ersten Oberligatreffer. In den ersten Oberligaspielen machte er so nachdrücklich auf sich aufmerksam, dass er in das Aufgebot der DDR-Nationalmannschaft für das am 26. Oktober 1952 ausgetragene Spiel gegen Rumänien (1:3) berufen wurde. Er wurde als halbrechter Stürmer eingesetzt und erzielte in der 26. Minute das erste Tor in der DDR-Länderspielgeschichte. 1954 wurde er, inzwischen schon 35-jährig, noch zweimal in der Nationalmannschaft eingesetzt. Nach Abschluss der Fußballsaison 1958 wechselte Karl Schnieke als Spielertrainer zur BSG Motor Zeiss Jena. Bis Ende 1962 übte er diese Doppelfunktion aus, wobei Schnieke mit seinem Team zum Abschluss der Saison 1961/62 der Aufstieg in die II. DDR-Liga gelang. Der Ausnahmefußballer leitete noch bis 1973 das Training der BSG Motor Zeiss Jena, die nach Gründung des FC Carl Zeiss Jena zur zweiten Mannschaft des Oberliga-Kollektivs wurde. In seiner aktiven Laufbahn bestritt er 164 Punktspiele in der Oberliga (68) und der DDR-Liga (96). Hinzu kommen sechs Spiele im DDR-Pokal mit fünf Toren.
Das Markenzeichen von Karl Schnieke war seine exzellente Ballbehandlung und seine unnachahmliche Art, seine Nebenleute mit präzisen Vorlagen zu füttern. Er hatte großen Anteil an der Integration neuer Spieler (z. B. Roland Ducke, Peter Ducke, Helmut Müller) in die Jenenser Mannschaft. Karl Schniekes größte Erfolge waren die DDR-Vizemeisterschaft (1958) und der Oberligaaufstieg 1952 und 1956.
1974 erlag er einem Krebsleiden. Seit 1987 veranstaltet der FC Carl Zeiss das „Karl-Schnieke-Gedenkturnier“ für Hallenfußball der Junioren.

## Mannschaften-Übersicht
- 1946–1951: SG/Olympia/Metall Apolda
- 1951: Bremer SV
- 1952–1958: BSG/SC Motor Jena

## Punktspiel-Übersicht
| Saison    | DDR-Oberliga Spiele/Tore | DDR-Liga Spiele/Tore | Oberliga Nord Spiele/Tore |
| --------- | ------------------------ | -------------------- | ------------------------- |
| 1951      |                          |                      | 15/5                      |
| 1952      |                          | 10/4                 |                           |
| 1952/53   | 26/11                    |                      |                           |
| 1953/54   |                          | 26/12                |                           |
| 1954/55   |                          | 25/12                |                           |
| 1955      |                          | 13/6                 |                           |
| 1956      |                          | 22/8                 |                           |
| 1957      | 26/5                     |                      |                           |
| 1958      | 16/5                     |                      |                           |
| insgesamt | 68/21                    | 96/42                | 15/5                      |
| insgesamt | 179 Spiele / 68 Tore     |                      |                           |

## Länderspiel-Übersicht
- 26. Oktober 1952: Rumänien – DDR 3:1
- 26. September 1954: DDR – Polen 0:1
- 24. Oktober 1954: Bulgarien – DDR 3:1